# Henry Richardson Labouisse Jr.
Henry Richardson Labouisse Jr. (Nueva Orleans, 11 de febrero de 1904-25 de marzo de 1987) fue un diplomático, jurista, abogado y político estadounidense. Fue el tercer director de la Agencia de las Naciones Unidas para los Refugiados de Palestina (UNRWA) de 1954 a 1958. Ejerció como director del Fondo de las Naciones Unidas para la Infancia desde 1965 y hasta 1979. También fue miembro del Consejo de Relaciones Exteriores. Además, desempeñó la labor de embajador de Estados Unidos en Francia entre 1952 y 1954, así como la de embajador de Estados Unidos para Grecia entre 1962 y 1965. Labouisse ha sido el principal funcionario del Departamento de Estado de EE. UU. implicado en la implementación del Plan Marshall.
Sus padres fueron Henry Richardson Labouisse y Frances Devereux (Huger) Labouisse, una nieta de Leonidas Polk. Nació en Nueva Orleans, Luisiana. Contrajo matrimonio con Elizabeth Scriven Clark el 29 de junio de 1935 y se casó por segunda vez con Ève Curie en 1954, nueve años después de la muerte de Elizabeth. Este segundo matrimonio le convirtió en yerno de Marie y Pierre Curie, ambos galardonados con el Premio Nobel. En 1965, recibió un Premio Nobel de la Paz otorgado a UNICEF, convirtiéndose en uno de los cinco galardonados con el Nobel en la familia Curie.
Existe un galardón en su honor promovido por la Universidad de Princeton, su alma mater, que se otorga cada año a uno de los alumnos graduados.

## Vida personal y educación
Henry Richardson Labouisse nació en Nueva Orleans, Luisiana, el 11 de febrero de 1904. Fue el más joven de los tres hijos de Henry Richardson Labouisse y Frances D. (Huger) Labouisse. Por línea paterna, Henry Jr. era tataranieto del científico angloamericano Joseph Priestley. Se casó con Elizabeth Scriven Clark (hija del coleccionista de arte y filántropo Stephen Carlton Clark) el 29 de junio de 1935 y tuvieron una hija, Anne (Farnsworth), que contrajo matrimonio con el publicista Marty Peretz. Elizabeth Clark Labouisse falleció en 1945.
Labouisse volvió a casarse el 9 de noviembre de 1954 con Ève Curie, hija de los científicos Pierre y Marie Curie. Curie fue una reconocida escritora y periodista. Se conocieron en 1951, mientras él pertenecía a la plantilla de la Administración de Cooperación Económica (ECA, por sus siglas en inglés) y ella trabajaba como secretaria en la Organización del Tratado del Atlántico Norte (OTAN).
Labouisse terminó su Bachillerato Artístico en la Universidad de Princeton en 1926 y se graduó en Derecho por la Universidad de Harvard en 1929. Fue admitido en el Colegio de Abogados del  Estado de Nueva York al año siguiente. Fue asociado y miembro del bufete de abogados de la ciudad de Nueva York Taylor, Blanc, Capron and Marsh, y de su bufete sucesor Mitchell, Taylor, Capron & Marsh, de 1929 a 1941.

## Segunda Guerra Mundial
Cuando Estados Unidos se involucró en la Segunda Guerra Mundial, eligió servir a su nación aceptando un puesto en el Departamento de Estado. Comenzó allí en 1941 y ascendió a través de una variedad de cargos durante los siguientes años, la mayoría de los cuales dedicados a la formación e implementación de la política económica exterior. Empezó como jefe adjunto de la División de Materiales de Defensa en diciembre de 1941. Fue ascendido a jefe de la división en febrero de 1943. Más tarde, en 1943, fue nombrado subdirector de la Oficina de Coordinación Económica Exterior, y en enero de 1944 pasó a jefe de la División del Hemisferio Oriental. En marzo de 1944, se le transfirió a la Oficina de Asuntos Europeos, donde ocupó el cargo de asistente especial del director.
Labouisse fue nombrado jefe de la misión de la Administración Económica Extranjera en Francia en noviembre de 1944 y se desempeñó simultáneamente como ministro de Asuntos Económicos en las embajadas estadounidenses. Fue asistente especial del subsecretario de estado, William L. Clayton, en noviembre de 1945. A través de su trabajo con el subsecretario, y su trabajo previo coordinando la ayuda a varios puntos de reconstrucción europeos, Labouisse jugó un papel importante en los esfuerzos de ayuda que culminaron en el Plan Marshall. En julio de 1946, volvió a su cargo de asistente especial del director de la Oficina de Asuntos Europeos.
Luego se desempeñó como el principal funcionario del Departamento de Estado que trabajó con la Administración de Cooperación Económica (ECA, por sus siglas en inglés) durante la implementación inicial del Plan Marshall. Viajó a París en marzo de 1948 como jefe de la misión para establecer la ECA como la agencia para administrar la ayuda económica de los Estados Unidos a Europa. Regresó a Europa en mayo de 1948 como jefe de la delegación de los Estados Unidos en la reunión de Ginebra de la Comisión Económica para Europa. Labouisse se desempeñó como coordinador de ayuda y asistencia exterior en el Departamento de Estado desde junio de 1948 hasta octubre de 1949, cuando se convirtió en director de Asuntos de la Commonwealth Británica y Europa del Norte. Ocupó este cargo hasta septiembre de 1951. En 1949 comenzó a abogar por una postura más dura sobre la ayuda, que obligaría a las economías europeas a ajustarse a las fuerzas del mercado. En septiembre de 1951, fue nombrado jefe de la misión de la ECA en Francia, viajando a París como jefe de la misión del Plan Marshall. Cuando la ECA fue reemplazada por la Administración de Seguridad Mutua y la Administración de Operaciones Extranjeras, encabezó las misiones de París de ambas agencias desde 1951 hasta junio de 1954.

## Nombramientos como director del UNRWA y del BIRF
Labouisse dejó el servicio del gobierno de los Estados Unidos en 1954 para trabajar para las Naciones Unidas. Fue nombrado director de la Agencia de las Naciones Unidas para los Refugiados de Palestina (UNRWA) en junio de 1954 a petición del Secretario General de las Naciones Unidas, Dag Hammarskjöld. La UNRWA se creó en diciembre de 1949 para llevar a cabo proyectos de socorro y obras en cooperación con los gobiernos locales. Cuando Labouisse asumió su dirección, la UNRWA era responsable del cuidado de 887 000 refugiados árabes que habían huido de Palestina en 1948. Labouisse supervisó la mejora del nivel de vida en los campos de refugiados, elevó los estándares de salud, educación y formación profesional, y estableció un programa de subvenciones que permitía a los refugiados hacer un pago inicial en una granja o tienda. Dejó la UNRWA en 1958.
Fue nombrado consultor del Banco Internacional de Reconstrucción y Fomento en mayo de 1959. Encabezó una misión de reconocimiento a Venezuela en septiembre de 1959 para ayudar en la formulación de un programa de desarrollo económico. Hammarskjöld lo retiró de esa misión para servir como asesor especial del secretario general durante la crisis del Congo en 1960. En diciembre de 1960, fue nombrado representante especial del Banco Internacional para África y también encabezó una misión a Uganda para estudiar los problemas económicos.

## Nombramiento como director de la ACI
Regresó al servicio del gobierno de los Estados Unidos en enero de 1961, cuando fue nombrado Director de la Alianza Cooperativa Internacional (ACI) por el presidente John F. Kennedy, creada para coordinar programas de ayuda exterior no militares. Labouisse había sido considerado para el cargo por el presidente Dwight D. Eisenhower en febrero de 1959, pero la propuesta no había cuajado por el rechazo del líder republicano Meade Alcorn, que sentó su negativa bajo el argumento de que Labouisse se había registrado como demócrata varios años antes. En mayo de 1961, el presidente Kennedy comenzó a trabajar con el Congreso de los Estados Unidos para reorganizar los programas de ayuda exterior en una sola agencia. Así, la ACI fue eliminada y Labouisse pasó a ejercer como embajador de Estados Unidos en Grecia. Ocupó el cargo de 1962 a 1965.
Fue nombrado segundo director ejecutivo del Fondo de las Naciones Unidas para la Infancia (UNICEF) en junio de 1965, tras la muerte del primer director, Maurice Pate. Durante su dirección, supervisó las tareas de emergencia para varios conflictos relevantes y desastres naturales, y luchó para aliviar las malas condiciones en los países en desarrollo. UNICEF prestó socorro a ambas partes en la guerra civil de Nigeria en 1968 y a Camboya en 1979, después de que el país fuera invadido por Vietnam.

## Jubilación
Se retiró de su puesto en UNICEF en diciembre de 1979, aunque continuó trabajando como consultor en las operaciones de Camboya y Tailandia durante la mayoría de la década de 1980. Después de su retiro, permaneció activo en varias organizaciones, incluyendo servir como Presidente de la Junta de la Escuela Agrícola Americana en Tesalónica, Grecia, de 1980 a 1985 y como fideicomisario de la escuela de 1965 a 1985. Murió el 25 de marzo de 1987, a la edad de 83 años.